# 晋安县 (西晋)
晋安县，中国古县名。
西晋太康三年（282），析建安郡置晋安郡。改东安县为晋安县，管辖今泉州、莆田、厦门、漳州四市地，县治在今泉州市南安丰州镇。属晋安郡。隋朝开皇九年（589年），改为南安县。南梁天监元年（502年）至南陈天嘉五年（564年）间分别为梁安郡、南安郡治。南梁时为中国交通东南亚和印度洋一带的重要海港。

## 国主

#### 南朝齐晉安國（466年—478年）
| 晉安國（466年—478年）丨食邑400戶 |              |    |        |             |      |
| 以討鄧琬之功封                   |              |    |        |             |      |
| 代數                             | 封爵         | 謚 | 姓名   | 在位時間    | 備註 |
| 1                                | 晉安縣開國子 |    | 周盤龍 | 466年—478年 |      |
| 改封沌陽縣開國子                 |              |    |        |             |      |